# Actias selene

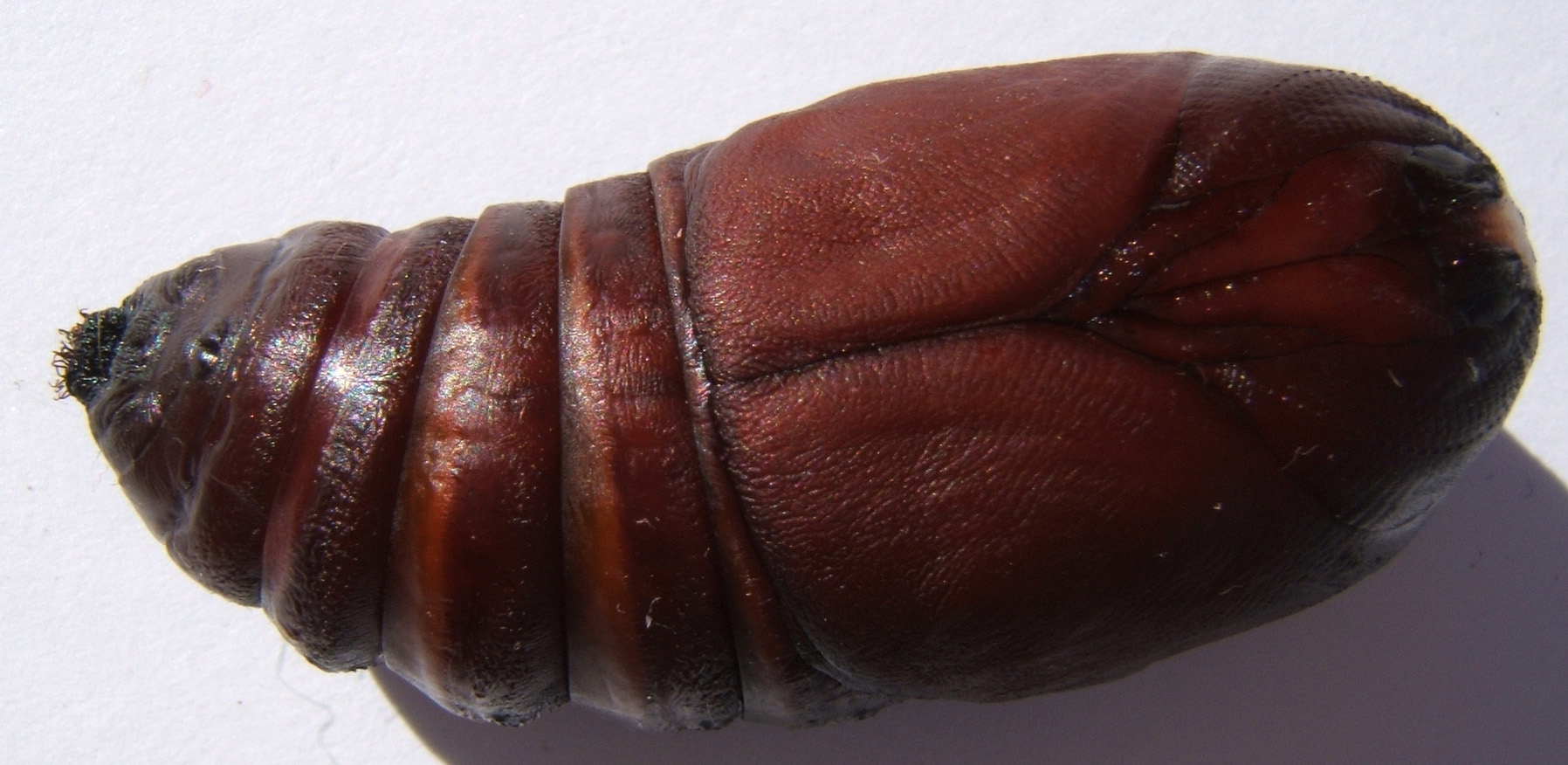
Pupa d'un exemplar mascle

Actias selene és una espècie de lepidòpter ditrisi de la família dels satúrnids (Saturniidae) pròpia de l'Àsia central i oriental. És una espècie molt demandada per aficionats a la cria de lepidòpters.

## Descripció

### Imago
Envergadura alar d'entre 116 i 122 mm. Predomina el color verd clar en tot l'animal. Tòrax i abdomen blancs, excepte una franja roja fosca horitzontal que passa pel tòrax i que envolta la vena superior de les ales; cap roig fosc. Ales anteriors i posteriors verd clares amb una línia postdiscal més fosca i un ocel rosat amb dues línies obliqües: una blanca i l'altra negra. Les posteriors presenten una extensió a forma de cua també verda però amb base rosada.

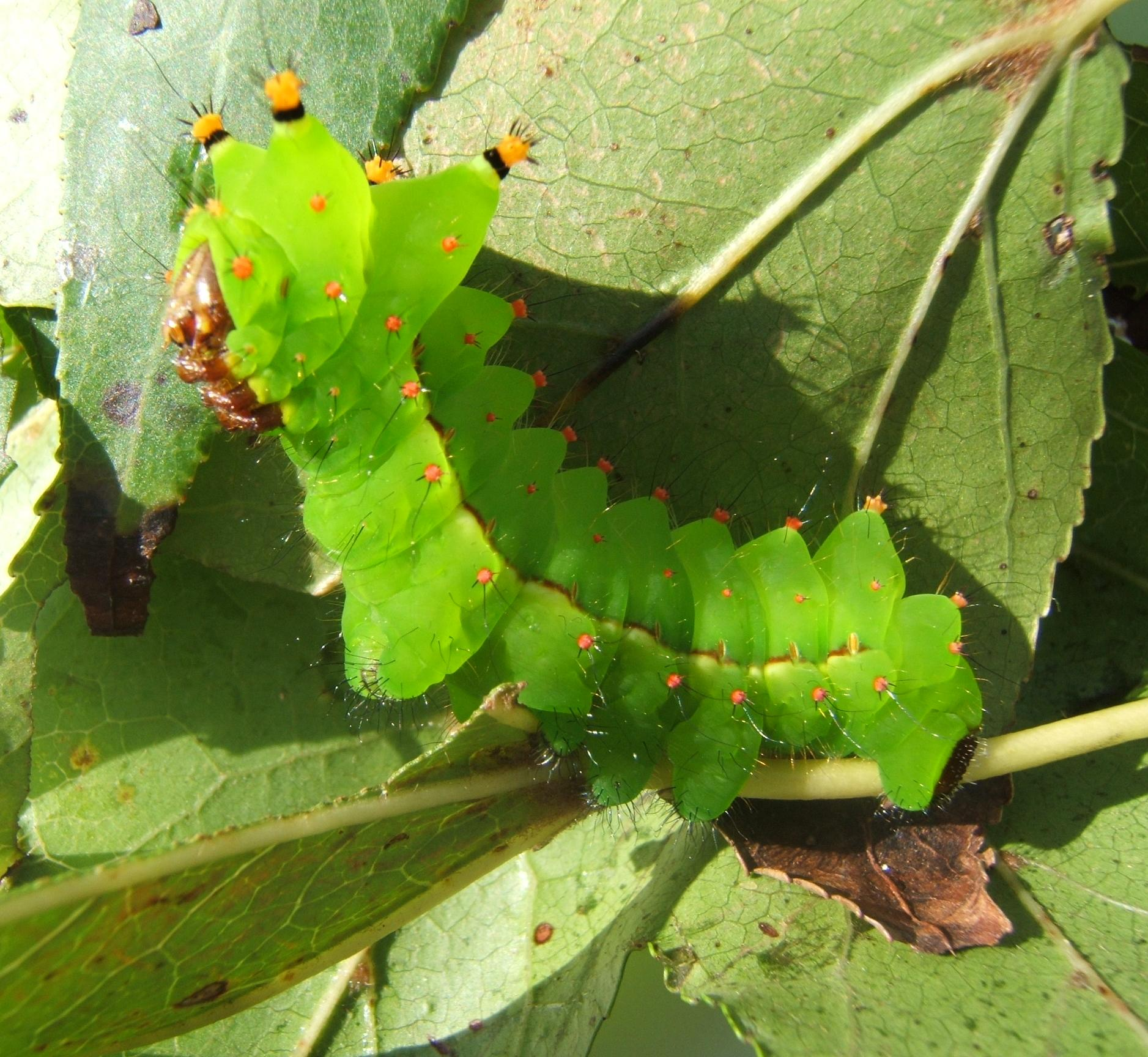
Eruga en posició defensiva

### Eruga
Verda lluent amb dues línies laterals, grogues i roges, a l'altura dels espiracles. Cada segment del seu cos presenta unes protuberàncies, més accentuades al tòrax, acabades en una mena de bola de color groga, taronja o vermella, des d'on surten diversos pèls. Cap i potes marrons. Durant les primeres fases del desenvolupament és vermella amb punts negres.

## Hàbitat
Paisatges oberts amb arbres dispersos i arbustos fins als 2.400 metres d'altitud. L'eruga s'alimenta de Betula, Juglans regia, Liquidambar styraciflua, Prunus, Rhododendron, Salix, entre d'altres.

## Període de vol
Vola en una generació durant el juny.

## Distribució
Des de l'Afganistan fins al Japó, incloent-hi el Pakistan, l'Índia, Rússia, el Nepal, la Xina, Java, Borneo, Sumatra, Sri Lanka, les Filipines i d'altres illes.

## Observacions
A la trilogia El Senyor dels Anells de Peter Jackson, és precisament un exemplar d'aquesta espècie qui serveix com a missatger entre Gwaihir i Gandalf.mm

## Subespècies
- Actias selene brevijuxta (Nässig & Treadaway, 1997)
- Actias selene eberti (Rougeot, 1969)
- Actias selene selene (Hübner, 1807)[3]
- Actias selene taprobanis (U. Paukstadt & L.H. Paukstadt, 1999)